# KB Prishtina
Klubi i Basketbollit Prishtina (deutsch: Basketballverein Prishtina), aus Sponsoringgründen offiziell als Sigal Prishtina bekannt, ist ein kosovarischer Profi-Basketballverein mit Sitz in Pristina.
Das Team nimmt derzeit an der Kosovo Superleague, der Balkan International Basketball League (BIBL) und dem FIBA Europe Cup teil. Sie sind der erfolgreichste Verein im Kosovo und haben in den letzten 14 Jahren 15 nationale Meisterschaften, 7 nationale Pokale und 14 Supercups gewonnen. Seit 2013 spielt der Verein in der Balkan International Basketball League (BIBL) und war die erste kosovarische Mannschaft, die den Wettbewerb in der Saison 2014/15 gewann, nachdem sie die bulgarische Mannschaft BC Rilski Sportist im Finale besiegt hatte. In der folgenden Saison 2015/16 gewannen sie denselben Wettbewerb, in dem sie im Finale die montenegrinische Mannschaft Mornar Bar besiegten, um diesen Wettbewerb als einziger kosovarischer Basketballverein in der Geschichte dieses Wettbewerbs hintereinander zu gewinnen. Im Jahr 2015 trat Prishtina dem neu gegründeten europäischen Zweitligawettbewerb, dem FIBA Europe Cup, bei. Sie waren der erste kosovarische Basketballverein, der in der Saison 2018–19 das Achtelfinale des FIBA Europe Cup erreichte und in seiner 19-Spiele-Kampagne sechs Spiele gewann. Prishtina hat bisher 14 Spiele in europäischen Basketballwettbewerben gewonnen.

## Geschichte
Der Verein wurde 1970 gegründet. Bis 2004 hatte der Verein riesige Schulden angehäuft, was dazu führte, dass der ursprüngliche Verein gezwungen war, sich aufzulösen, und an seiner Stelle ein neuer Verein unter dem Namen OJQ KB Prishtina gegründet wurde. Die Schulden wurden dann vom neuen Verein geerbt und nicht beglichen, was dazu führte, dass der Verein am 22. September 2011 erneut aufgelöst wurde und an seiner Stelle erneut ein neuer Verein gegründet wurde.
In der Saison 2015/16 gab Prishtina sein Debüt im FIBA Europe Cup und war die erste kosovarische Mannschaft, die an einem europäischen Vereinswettbewerb teilnahm. Seitdem nahm Prishtina an jeder Saison des FIBA Europe Cup teil.

### Europäische Wettbewerbe
In der Saison 2013/14 spielte Prishtina seine erste Saison in Europa in der Balkan International Basketball League (BIBL). In der ersten Saison belegte KB Prishtina mit 2 Siegen und 11 Niederlagen den 5. Platz in der regulären Saison und qualifizierte sich damit für das Final Four. Sie waren Organisatoren des Final Four 2013/14 der BIBL, verloren aber im Halbfinale gegen Galil Gilboa mit 74:86 und im Spiel um Platz 73 gegen Balkan (BUL) mit 79:3.
In der BIBL-Saison 2014/15 gewann KB Prishtina zum ersten Mal die Trophäe der Balkan International Basketball League, KB Prishtina traf im Viertelfinale auf SCM Craiova, die sie zuerst auswärts in Rumänien mit 73:77 und dann zu Hause in Prishtina mit 70:98 gewannen, um in das Halbfinale dieses Turniers einzuziehen. Im Halbfinale traf KB Prishtina erneut auf KK Kožuv aus Mazedonien. Zu Hause überraschte Prishtina Kožuv und schlug sie verdient mit 85:61 zu Hause in Prishtina, vor allem Edin Bavčić erzielte in diesem Spiel 25 Punkte und Dardan Berisha mit sechs Assist-Punkten half Prishtina in dieser Phase massiv. Auswärts in Kožuv verloren sie mit 86:80, aber es reichte, um sich für ihre erste Endrunde in der Balkan International Basketball League zu qualifizieren. Im Finale treffen sie auf BC Rilski Sportist, sie gewannen beide Spiele gegen BC Rilski Sportist, zuerst in Prishtina mit 74:72 und als Zweiter in Bulgarien mit 80:71, um die Trophäe in dieser Kampagne zu gewinnen. Er ist der einzige Basketballverein aus dem Kosovo, der dies bisher erreicht hat. In 20 Spielen erzielte KB Prishtina 13 Siege und nur sieben Niederlagen. In der nächsten BIBL-Saison 2015/16 trat KB Prishtina jedoch erneut in der Balkan International Basketball League an, wo sie in der ersten Runde auf KK Kožuv KK Mornar Bar und BC Beroe trafen. In dieser Runde gewann KB Prishtina 4 Spiele und kam verdient in die nächste Runde.
In der Saison 2015/16 spielte KB Prishtina zum ersten Mal im FIBA Europe Cup. Sie konnten sich mit zwei Siegen und bitteren Niederlagen in der Gruppenphase nicht für die nächste Runde qualifizieren.
Im FIBA Europe Cup 2016/17 traf KB Prishtina in der ersten Runde auf Enisey BC Rilski Sportist und Demir İnşaat Büyükçekmece. KB Prishtina steigerte sich in seinen Leistungen, vor allem zu Hause. Ihr einziger Sieg war ein 87:80 zu Hause gegen Enisey – nicht genug für KB Prishtina, um in die nächste Runde einzuziehen.

## Benennung des Sponsorings
Der Verein hatte im Laufe der Jahre aufgrund seines Sponsorings mehrere Konfessionen:
- MEB Prishtina (2002–2003)
- BpB Prishtina (2003–2004)
- Sigal Prishtina (2004–2011, 2012–2018, 2019-present)
- Z-Mobile Prishtina (2018–2019)

## Spiele in europäischen Wettbewerben
| Saison  | Wettbewerb       | Runde | Gegner                    | Heim    | Auswärts |
| ------- | ---------------- | ----- | ------------------------- | ------- | -------- |
| 2015–16 | FIBA Europe Cup  | RS    | Energia Târgu Jiu         | 66–62   | 87–72    |
| 2015–16 | FIBA Europe Cup  | RS    | AEK Larnaca               | 70–83   | 101–84   |
| 2015–16 | FIBA Europe Cup  | RS    | Astana                    | 75–73   | 82–78    |
| 2016–17 | FIBA Europe Cup  | RS    | Enisey                    | 87–80   | 102–101  |
| 2016–17 | FIBA Europe Cup  | RS    | Rilski Sportist           | 100–104 | 100–98   |
| 2016–17 | FIBA Europe Cup  | RS    | Demir İnşaat Büyükçekmece | 71–81   | 100–58   |
| 2017–18 | Champions League | QR1   | Tsmoki-Minsk              | 50–57   | 89–74    |
| 2017–18 | FIBA Europe Cup  | RS    | Khimik                    | 76–65   | 59–78    |
| 2017–18 | FIBA Europe Cup  | RS    | Belfius Mons-Hainaut      | 69–75   | 72–74    |
| 2017–18 | FIBA Europe Cup  | RS    | Demir İnşaat Büyükçekmece | 66–84   | 86–59    |
| 2018–19 | Champions League | QR1   | Donar                     | 84–64   | 80–55    |
| 2018–19 | FIBA Europe Cup  | RS    | Bakken Bears              | 77–100  | 108–84   |
| 2018–19 | FIBA Europe Cup  | RS    | Cherkaski Mavpy           | 92–82   | 73–92    |
| 2018–19 | FIBA Europe Cup  | RS    | Steaua București          | 74–69   | 81–87    |
| 2018–19 | FIBA Europe Cup  | 2R    | s.Oliver Würzburg         | 78–91   | 95–77    |
| 2018–19 | FIBA Europe Cup  | 2R    | Szolnoki Olaj             | 81–76   | 89–76    |
| 2018–19 | FIBA Europe Cup  | 2R    | Pınar Karşıyaka           | 82–78   | 107–85   |
| 2018–19 | FIBA Europe Cup  | R16   | Varese                    | 77–80   | 100–84   |
| 2019–20 | Champions League | QR1   | Legia                     | 79–81   | 85–83    |
| 2019–20 | FIBA Europe Cup  | RS    | APOEL                     | 93–74   | 80–107   |
| 2019–20 | FIBA Europe Cup  | RS    | medi Bayreuth             | 68–93   | 97–89    |
| 2019–20 | FIBA Europe Cup  | RS    | Ventspils                 | 72–122  | 104–84   |
| 2022–23 | FIBA Europe Cup  | QR2   | Kalev                     | N/A     | 61–98    |
| 2022–23 | ENBL             | GS    | Budivelnyk                | N/A     | 85-62    |
| 2022–23 | ENBL             | GS    | Kalev                     | 50–61   | N/A      |
| 2022–23 | ENBL             | GS    | Stelmet Zielona Gora      | N/A     | 89-76    |
| 2022–23 | ENBL             | GS    | Start Lublin              | 69–89   | N/A      |
| 2022–23 | ENBL             | GS    | Šiauliai                  | N/A     | 67–91    |
| 2022–23 | ENBL             | GS    | Tal Tech                  | 73–91   | N/A      |
| 2022–23 | ENBL             | QF    | King Szczecin             | 64–64   | 78–85    |

## Arena
Der Verein trägt seine Heimspiele in der kleineren der beiden Arenen im Pallati i Rinisë dhe Sporteve (Palast der Jugend und des Sports) aus, der eine Kapazität von 2.800 Zuschauern hat. Die größere Arena im Gebäude hatte eine Kapazität von rund 8.000 Plätzen, wurde aber durch einen Brand am 25. Februar 2000 beschädigt und seitdem nie wieder vollständig restauriert.

## Ehrungen und Titel

### Nationale Wettbewerbe
Kosovo Basketball Superleague
- Sieger  (14): 1991, 2002, 2003, 2006, 2007, 2008, 2009, 2010, 2011, 2014, 2015, 2016, 2017, 2019
- Vizemeister (6): 1997, 2001, 2004, 2012, 2013, 2018

Kosovo Cup
- Sieger (15): 2002, 2003, 2005, 2006, 2007, 2008, 2009, 2010, 2013, 2014, 2016, 2017, 2018, 2019, 2021,
- Vizemeister (3): 2011, 2015, 2023

Kosovo Supercup
- Sieger (8): 2005, 2012, 2013, 2014, 2018, 2019, 2020, 2022

### Europäische und regionale Wettbewerbe
Balkan League
- Sieger (2): 2015, 2016

FIBA Europe Cup
- FIBA Europe Cup / 2018–19 Round of 16

FIBA Champions League
- 2017–18 Basketball Champions League  • Erste Qualifikationsrunde / Bilanz 0:2
- 2018–19 Basketball Champions League • Erste Qualifikationsrunde / Bilanz 1:1
- 2019–20 Basketball Champions League • Erste Qualifikationsrunde / Bilanz 0:2